# Re:(disc)overed
Vous pouvez aider à l'améliorer ou bien discuter des problèmes sur sa page de discussion.
- Il ne cite pas suffisamment ses sources. Vous pouvez indiquer les passages à sourcer avec {{référence nécessaire}} ou {{Référence souhaitée}}, et inclure les références utiles en les liant aux notes de bas de page. (Marqué depuis avril 2024)
- Certaines informations devraient être mieux reliées aux sources mentionnées dans la bibliographie ou les liens externes. Améliorez sa vérifiabilité en les associant par des références. (Marqué depuis avril 2024)
- Son texte doit être wikifié : il ne correspond pas à la mise en forme Wikipédia (style, typographie, liens internes, liens entre les wikis, etc.). (Marqué depuis avril 2024)

- Archive Wikiwix
- Bing
- Cairn
- DuckDuckGo
- E. Universalis
- Gallica
- Google
- G. Books
- G. News
- G. Scholar
- Persée
- Qwant
- (zh) Baidu
- (ru) Yandex
- (wd) trouver des œuvres sur Wikidata

re:(disc)overed est un album de reprises du groupe de post-grunge et rock alternatif américain Puddle of Mudd. L'album sort le 29 août 2011. Le groupe dit qu'il avait quelques idées pour un nouvel album régulier, mais qu'il sentait que le moment n'était pas encore venu d'aller plus loin. Le groupe optait ainsi pour une nouvelle publication sous forme d'une compilation de onze, voire treize reprises de groupes ayant marqué le développement musical du groupe. Le groupe avait choisi quinze chansons parmi une cinquantaine auparavant. L'album a reçu quelques critiques favorables, mais généralement, l'album n'a pas été bien accueilli par les critiques et les fans.

## Liste des chansons
| No  | Titre                                               | Durée |
| --- | --------------------------------------------------- | ----- |
| 1.  | Gimme Shelter                                       | 5:05  |
| 2.  | Old Man                                             | 5:06  |
| 3.  | T.N.T.                                              | 3:55  |
| 4.  | Stop Draggin' My Heart Around (En duo avec BC Jean) | 4:07  |
| 5.  | The Joker                                           | 4:08  |
| 6.  | Everybody Wants You                                 | 3:36  |
| 7.  | Rocket Man                                          | 6:05  |
| 8.  | All Right Now                                       | 5:35  |
| 9.  | Shooting Star                                       | 5:17  |
| 10. | D'yer Mak'er                                        | 4:19  |
| 11. | Funk #49                                            | 4:13  |

## Chansons bonus
| No  | Titre                              | Durée |
| --- | ---------------------------------- | ----- |
| 12. | Cocaine                            | 3:44  |
| 13. | With a Little Help from My Friends | 6:30  |

## Information sur les chansons
- Gimme Shelter: reprise de The Rolling Stones de l'album Survival en 1971
- Old Man: reprise de Neil Young de l'album Harvest en 1972
- T.N.T.: reprise d'AC/DC de l'album T.N.T. en 1975
- Stop Draggin' My Heart Around: reprise de Tom Petty et Stevie Nicks de l'album Bella Donna en 1981
- The Joker: reprise de Steve Miller Band de l'album The Joker en 1973
- Everybody Wants You: reprise de Billy Squier de l'album Emotions in Motion en 1982
- Rocket Man: reprise d'Elton John de l'album Honky Château en 1972
- All Right Now: reprise de Free de l'album Fire and Water en 1970
- Shooting Star: reprise de Bad Company de l'album Straight Shooter en 1975
- D'yer Mak'er: reprise de Led Zeppelin de l'album Houses of the Holy en 1973
- Funk #49": reprise de James Gang de l'album James Gang Rides Again en 1970
- Cocaine: reprise de JJ Cale de l'album Troubadour en 1976
- With A Little Help From My Friends: reprise de The Beatles de l'album Sgt. Pepper's and the Lonely Hearts Club Band en 1967

## Musiciens du groupe
- Wesley Scantlin: chant, guitares
- Paul Phillips: guitares
- Doug Ardito: basse
- Greg Upchurch: batterie, percussions

## Musiciens additionnels
- Bill Appleberry: piano, orgues
- Duane Betts: guitares
- Doug Bowders: batterie
- Corey Britz: basse, guitares
- Justin Durrigo: guitares
- Gia Giambotti: chant additionnel
- BC Jean: chant additionnel
- Kim Yarbrough: chant additionnel